# Chebogue Point
Chebogue Point är en udde i Kanada.   Den ligger i provinsen Nova Scotia, i den sydöstra delen av landet, 800 km öster om huvudstaden Ottawa.
Terrängen inåt land är platt. Havet är nära Chebogue Point åt sydväst. Trakten är glest befolkad. Närmaste större samhälle är Yarmouth, 11,0 km norr om Chebogue Point. 